# (30002) 2000 AP233
A (30002) 2000 AP233 a Naprendszer kisbolygóövében található aszteroida. A Spacewatch program keretein belül fedezték fel 2000. január 4-én.

## Kapcsolódó szócikk
- Kisbolygók listája (30001–30500)